# Pierre Carlet de Chamblain de Marivaux
Pierre Carlet de Chamblain de Marivaux (Párizs, 1688. február 4. – Párizs, 1763. február 12.) francia regény- és drámaíró.

## Életpályája
Összesen 28 vígjátékot, 1 tragédiát, 4 regényt, továbbá számos travesztiát és erkölcsi irányú dolgozatot írt, melyekben a gyengédebb érzelmek és hangulatok finom árnyalatait költőileg is szép, bár sokszor erőltetett és modoros nyelven tudta megszólaltatni. Stílusát kortársai marivaudage-nak nevezték. Legsikerültebb vígjátékai: Les jeux de l'amour et du hasard (1730); Les fausses confidences (1738); Le legs (1736) és La mère confidente (1735). Kalandos szerelmi regényei (Vie de Marianne, 1731–36; Le paysan parvenu, 1735 stb.) és Homérosz travesztálása jelentéktelenek; az angol mintára készült Spectateur Français kritikai folyóirat sem közelíti meg a mintát. Összes műveit (10 kötet, Párizs, 1827–30) Pierre Duviquet adta ki.

## Magyarul
- Szerelem játéka. Vígjáték; ford. Radó Antal; Lampel, Bp., 1918 (Magyar könyvtár)
- A próba; ford. Gáspár Mária; in: A próba. Két klasszikus egyfelvonásos; NPI, Bp., 1979 (Színjátszók kiskönyvtára)
- A második váratlan szerelem / La seconde surprise de l'amour; ford. Fábri Péter, előszó Cseppentő István; Eötvös, Bp., 2002 (Eötvös klasszikusok)
- Hazugságok. Vígjátékok a szerelemről / A hagyaték / Hűtlen hűség / Az álruhás királyfi avagy A fejedelmi kalandor; ford. Jánosházy György; Mentor, Marosvásárhely, 2004 (Könyvbarát)
- Válogatott drámák; szerk. Kovács Ilona; KRE–L'Harmattan, Bp., 2020 (Károli könyvek. Műfordítás, forrás)